# Петрикі
Петрикі (пол. Petryki) — село в Польщі, у гміні Ставішин Каліського повіту Великопольського воєводства.
Населення — 740 осіб (2011).
У 1975-1998 роках село належало до Каліського воєводства.

## Демографія
Демографічна структура станом на 31 березня 2011 року:
|          | Загалом | Допрацездатний вік | Працездатний вік | Постпрацездатний вік |
| -------- | ------- | ------------------ | ---------------- | -------------------- |
| Чоловіки | 347     | 83                 | 244              | 20                   |
| Жінки    | 393     | 84                 | 248              | 61                   |
| Разом    | 740     | 167                | 492              | 81                   |